# Cinq généraux tigres de TVB
Les Cinq généraux tigres de TVB (無綫五虎將, Wuxian wu hu jiang), communément appelés les Cinq tigres (五虎), sont un groupe de cinq acteurs populaires de Television Broadcasts Limited des années 1980. Ils sont composés de Michael Miu (« Grand tigre »), Kent Tong (« Deuxième tigre »), Felix Wong (« Troisième tigre »), Andy Lau (« Quatrième tigre »), et Tony Leung Chiu-wai (« Petit tigre »). Le groupe est formé pour promouvoir collectivement la popularité de ses cinq membres, ainsi que des différentes productions de la chaîne.
Dans la culture populaire chinoise, le surnom de « Cinq généraux tigres (en) » est donné aux cinq meilleurs généraux militaires d'un dirigeant.

## Contexte
Alors que les cinq membres sont à l'époque élèves à l'année à l'académie de formation d'artiste, ils rejoignent l’école à des dates différentes : Kent Tong en 1978, Michael Miu et Felix Wong en 1979, Andy Lau en 1980 et Tony Leung en 1981. Tong est le premier à faire ses débuts avec un premier rôle dans le personnage de Wu Wang-yuen dans le drama de 1980 This Land is Mine (en). Le premier rôle de Wong est dans The Misadventure of Zoo (en) (1981). Les trois autres membres ont leurs premiers rôles alors qu'ils sont encore élèves à l'école : le premier rôle de Miu est dans The Adventurer's (en) (1980), le premier rôle de Lau est dans le sitcom Hong Kong ' 81, et Leung a son premier rôle majeur dans la série Soldier of Fortune (en) dans laquelle jouent également Wong et Tong.
Il ne faut pas longtemps pour que les Cinq tigres deviennent populaires. Selon Wong, lors d'une interview en 2009 pour l'émission Be My Guest (en), la première génération d'acteurs principaux de TVB à l'époque, qui comprenait Adam Cheng et Chow Yun-fat, quittait la société et TVB avait besoin de rassembler une nouvelle génération d'idoles populaires. Ainsi, les membres des Cinq Tigres se sont rapidement fait connaître grâce à de nombreuses opportunités de production. Wong déclare que dès qu'il a été diplômé de l'école d'acteur, on lui a tout de suite proposé un rôle secondaire important, puis un rôle principal dans The Lonely Hunter (en) (1981), qui le rend immédiatement célèbre à Hong Kong.

### Formation
En septembre 1983, en plein milieu d’une concurrence entre des émissions de variétés coréennes et japonaises, TVB crée l’émission All Star Challenge, qui comprend presque toute la gamme d'acteurs et de chanteurs les plus populaires de Hong Kong à l’époque. Les cinq jeunes idoles masculines les plus populaires de la chaîne, Miu, Tong, Wong, Lau et Leung, sont regroupées pour effectuer diverses représentations sur scène, telles que chanter ou danser. Leurs apparitions attirent beaucoup l'attention des médias et leurs présences deviennent un argument de vente pour les émissions. Les médias commencent à les surnommer les « Cinq généraux tigres » de la chaîne TVB, et le terme est rapidement repris par le public. Depuis leur formation, les cinq font régulièrement des apparitions publiques ensemble et ont même exprimé le souhait de réaliser un album ensemble.

## Postérité et réunions
La popularité des Cinq tigres conduit TVB à poursuivre des projets de groupe similaires même après le départ du groupe d'origine. Cependant, aucun d'entre eux n'a autant de succès. De nombreuses séries télévisées mettant en vedette les Cinq Tigres, notamment The Legend of the Condor Heroes (en) (1983), The Return of the Condor Heroes (en) (1983), Police Cadet '84 (en) (1984), The Duke of Mount Deer (en) (1984), et Looking Back in Anger (1989), sont considérées comme des classiques en Asie.
Le 27 juin 2010, lors d'une conférence de presse dans une école de Panyu à Canton, Tong révèle que les cinq membres envisagent un nouveau projet ensemble. La collaboration entre Miu et Wong dans le drama Gun Metal Grey (en) (2010) suscite des discussions animées sur une éventuelle réunion de tous les membres à l'avenir. « Les Cinq généraux tigres vont certainement se réunir à nouveau. Nous espérons tous les cinq que ce jour arrivera. En fait, nous préparons un projet actuellement ».

## Collaborations
| Film     | Film                                 | Film | Film | Film | Film | Film  | Film |
| Année    | Film                                 | Miu  | Tong | Wong | Lau  | Leung | Notes |
| -------- | ------------------------------------ | ---- | ---- | ---- | ---- | ----- | --- |
| 1982     | Demi-Gods and Semi-Devils            |      |      |      |      |       | |
| 1982     | Once Upon a Rainbow                  |      |      |      |      |       | |
| 1983     | Mad, Mad 83                          |      |      |      |      |       | |
| 1985     | Le Flic de Hong Kong 2               |      |      |      |      |       | |
| 1986     | Le Flic de Hong Kong 3               |      |      |      |      |       | |
| 1987     | Eastern Condors                      |      |      |      |      |       | |
| 1988     | The Dragon Family                    |      |      |      |      |       | |
| 1988     | Lai Shi, China's Last Eunuch         |      |      |      |      |       | |
| 1988     | The Crazy Companies 2                |      |      |      |      |       | |
| 1989     | Little Cop                           |      |      |      |      |       | |
| 1989     | City Cops                            |      |      |      |      |       | |
| 1989     | Proud and Confident                  |      |      |      |      |       | |
| 1989     | News Attack                          |      |      |      |      |       | |
| 1990     | The Fortune Code                     |      |      |      |      |       | |
| 1990     | Nos années sauvages                  |      |      |      |      |       | |
| 1991     | Don't Fool Me                        |      |      |      |      |       | |
| 1991     | The Tigers                           |      |      |      |      |       | Nommé—Hong Kong Film Award du meilleur acteur dans un rôle secondaire (Tong) |
| 1991     | The Banquet                          |      |      |      |      |       | |
| 1992     | Succession par l'épée                |      |      |      |      |       | |
| 1992     | The Days of Being Dumb               |      |      |      |      |       | |
| 1993     | Hero – Beyond the Boundary of Time   |      |      |      |      |       | |
| 1993     | Lord of East China Sea               |      |      |      |      |       | |
| 1993     | Lord of East China Sea II            |      |      |      |      |       | |
| 1993     | Come Fly the Dragon                  |      |      |      |      |       | |
| 1994     | Combats de maître                    |      |      |      |      |       | |
| 2002     | Infernal Affairs                     |      |      |      |      |       | Hong Kong Film Award du meilleur acteur (Leung) Golden Horse Awards du meilleur acteur (Leung) Golden Bauhinia Awards du meilleur acteur (Leung) Hong Kong Film Award de la Meilleure musique de film (Lau et Leung) Nommé—Hong Kong Film Award du meilleur acteur (Lau) Nommé—Golden Horse Awards du meilleur acteur (Lau) |
| 2002     | Golden Chicken                       |      |      |      |      |       | |
| 2003     | Infernal Affairs 3                   |      |      |      |      |       | Golden Horse Awards du meilleur acteur (Lau) |
| 2003     | Golden Chicken 2                     |      |      |      |      |       | |
| 2004     | La Voie du Jiang Hu                  |      |      |      |      |       | |
| 2004     | Love Is a Many Stupid Thing          |      |      |      |      |       | |
| 2006     | My Mother Is a Belly Dancer          |      |      |      |      |       | |
| 2005     | Wait 'Til You're Older               |      |      |      |      |       | Nommé—Hong Kong Film Award du meilleur acteur (Lau) |
| 2007     | Brothers                             |      |      |      |      |       | Nommé—Hong Kong Film Award de la Meilleure musique de film (Lau et Eason Chan) |
| 2011     | I Love Hong Kong                     |      |      |      |      |       | |
| 2013     | 7 Assassins                          |      |      |      |      |       | |
| 2017     | Shock Wave                           |      |      |      |      |       | Nommé—Hong Kong Film Award du meilleur acteur(Lau) Nommé—Hong Kong Film Award du Meilleur film (Lau) |
| 2017     | Chasing the Dragon                   |      |      |      |      |       | Nommé—Hong Kong Film Award du Meilleur film (Lau) |
| 2019     | La Guerre des Cartels 2              |      |      |      |      |       | |
| Série TV |                                      |      |      |      |      |       | |
| Year     | Title                                | Miu  | Tong | Wong | Lau  | Leung | Notes |
| 1981     | The Adventurer's (en)                |      |      |      |      |       | |
| 1981     | Double Fantasies                     |      |      |      |      |       | |
| 1981     | Come Rain, Come Shine                |      |      |      |      |       | |
| 1981     | The Lonely Hunter (en)               |      |      |      |      |       | |
| 1981     | The Young Heroes of Shaolin          |      |      |      |      |       | |
| 1982     | A Kid Troupe                         |      |      |      |      |       | |
| 1982     | Demi-Gods and Semi-Devils (en)       |      |      |      |      |       | |
| 1982     | The Legend of Master So (en)         |      |      |      |      |       | |
| 1982     | The Wild Bunch                       |      |      |      |      |       | |
| 1982     | Soldier of Fortune (en)              |      |      |      |      |       | |
| 1982     | The Emissary (en)                    |      |      |      |      |       | |
| 1983     | The Legend of the Condor Heroes (en) |      |      |      |      |       | |
| 1983     | The Return of the Condor Heroes (en) |      |      |      |      |       | |
| 1984     | The Duke of Mount Deer (en)          |      |      |      |      |       | |
| 1984     | The Foundation (en)                  |      |      |      |      |       | |
| 1984     | Rise And Fall Of A Stand-in          |      |      |      |      |       | |
| 1984     | The Return of Wong Fei Hung (en)     |      |      |      |      |       | |
| 1984     | Summer Kisses, Winter Tears          |      |      |      |      |       | |
| 1985     | Sword Stained with Royal Blood (en)  |      |      |      |      |       | |
| 1985     | Tough Fight                          |      |      |      |      |       | |
| 1985     | The Yang's Saga (en)                 |      |      |      |      |       | |
| 1987     | The Grand Canal                      |      |      |      |      |       | |
| 1987     | Two Most Honorable Knights (en)      |      |      |      |      |       | |
| 2010     | Gun Metal Grey (en)                  |      |      |      |      |       | Nommé—TVB Anniversary Award du meilleur acteur (Top 15) (Miu) Nommé—TVB Anniversary Award du meilleur acteur (Top 5) (Wong) |